# Pantà de Boadella
Pantà de Boadella är en reservoar i Spanien.   Den ligger i provinsen Província de Girona och regionen Katalonien, i den östra delen av landet, 600 km öster om huvudstaden Madrid. Pantà de Boadella ligger 148 meter över havet. Arean är 3,63 kvadratkilometer. 
Den sträcker sig 2,8 kilometer i nord-sydlig riktning, och 3,1 kilometer i öst-västlig riktning.
Följande samhällen ligger vid Pantà de Boadella:
- Darnius (514 invånare)